# Wedding Bells (film, 1921)
Pour plus de détails, voir Fiche technique et Distribution.
Wedding Bells est un film muet américain réalisé par Chester Withey et sorti en 1921.

## Synopsis
Rosalie Wayne rencontre Reginald Carte après qu'il s'est présenté à elle tout en poursuivant son chien. Tombant sous son charme, elle l'épouse à la hâte. Plus tard, Reggie attrape la rougeole à la suite d'une visite chez le coiffeur mais ne sachant pas qu'il est malade, il part pour Reno puis l'Europe. Après un an d'absence et ayant obtenu son divorce, elle rencontre à nouveau Reggie et le trouve fiancé à une autre. La jalousie la pousse à faire rompre leur relation mais le mariage progresse avant qu'elle ne conçoive un plan. Reggie, cependant, est satisfait et heureus de retrouver sa Rosalie malgré sa langue acérée et sa méthode inhabituelle pour gagner son amour.

## Fiche technique
- Titre : Wedding Bells
- Réalisation : Chester Withey
- Scénario : Zelda Crosby, d'après la pièce de Salisbury Field
- Photographie : Oliver T. Marsh
- Montage :
- Producteur : Joseph M. Schenck
- Société de production : Constance Talmadge Film Company
- Société de distribution : First National Pictures
- Pays de production :  États-Unis
- Langue : film muet avec les intertitres en anglais
- Format : Noir et blanc — 35 mm — 1,33:1 — Muet
- Genre : Comédie romantique
- Durée : 60 minutes (1 h 0)
- Dates de sortie : 
  - États-Unis : 17 juin 1921

## Distribution
- Constance Talmadge : Rosalie Wayne
- Harrison Ford : Reginald Carter
- Emily Chichester : Marcia Hunter
- Ida Darling : Mme Hunter
- James Harrison : Douglas Ordway
- William Roselle : Spencer Wells
- Polly Bailey : Hooper
- Dallas Welford : Jackson
- Frank Honda : Fuzisaki